# Katia Winter
Katia Winter (Stockholm, 13 oktober 1983) is een Zweedse actrice.

## Biografie
Winter werd geboren in Stockholm en verhuisde op jonge leeftijd naar Londen waar zij het acteren leerde, momenteel woont zij in Los Angeles. 
Winter begon in 2005 met acteren in de film Stockholm Boogie, waarna zij nog meerdere rollen speelde in films en televisieseries. Zij is vooral bekend van haar rol als Nadia in de televisieserie Dexter (2012), en van haar rol als Katrina Crane in de televisieserie Sleepy Hollow (2013-2015).  

## Filmografie

### Films
Uitgezonderd korte films.
- 2022 Året jag slutade prestera och började onanera - als Hanna
- 2022 Ur spår - als Lisa
- 2020 The Catch - als Beth McManus
- 2020 You're Not Alone - als Emma
- 2020 10 Things We Should Do Before We Break Up - als Terren
- 2019 The Wave - als Natalie
- 2017 Negative - als Natalie
- 2015 Knight of Cups - als Katia
- 2014 Luna - als Amber
- 2013 Tragedi på en lantkyrkogård - als Barbara
- 2013 Stranger Within - als Sophie
- 2013 Banshee Chapter - als Anne Roland
- 2013 Fedz - als Alessandra Ragnfrid
- 2012 Love Sick Love - als Dori
- 2011 Arena - als Milla
- 2011 Everywhere and Nowhere - als Bella
- 2010 Anaphylaxis - als de poëet
- 2010 The Symmetry of Love - als Angie
- 2009 Malice in Wonderland - als Zweden
- 2009 Unmade Beds - als Hannah
- 2007 The Seer - als Ada
- 2007 Night Junkies - als Ruby Stone
- 2005 Storm - als barmeisje
- 2005 Stockholm Boogie - als meisje op feest

### Televisieseries
Uitgezonderd eenmalige gastrollen.
- 2022 Granite Harbour - als Karolina Andersson - 3 afl.
- 2022 The Boys - als Little Nina - 4 afl.
- 2020 Hamilton - als Sonja Widén - 5 afl.
- 2019 Solsidan - als Suzy - 3 afl.
- 2019 Blood & Treasure - als Gwen Karlsson - 12 afl.
- 2017-2018 Legends of Tomorrow - als Freydis Eriksdottir - 2 afl.
- 2013-2015 Sleepy Hollow - als Katrina Crane - 31 afl.
- 2012 Dexter - als Nadia - 9 afl.
- 2005 Dubplate Drama - als Scarlet - ? afl.

- Biblioteca Nacional de España: XX5500809
- Bibliothèque nationale de France: cb16579774z (data)
- International Standard Name Identifier: 0000 0003 6790 0292
- Library of Congress Control Number: no2013117346
- Virtual International Authority File: 233137943
- WorldCat: E39PBJwXb4hghyGfRPXYHTrXh3